# San Marco la Catola
San Marco la Catola är en ort och kommun i provinsen Foggia i regionen Apulien i Italien. Kommunen hade 965 invånare (2017).